# Maximilian Harden

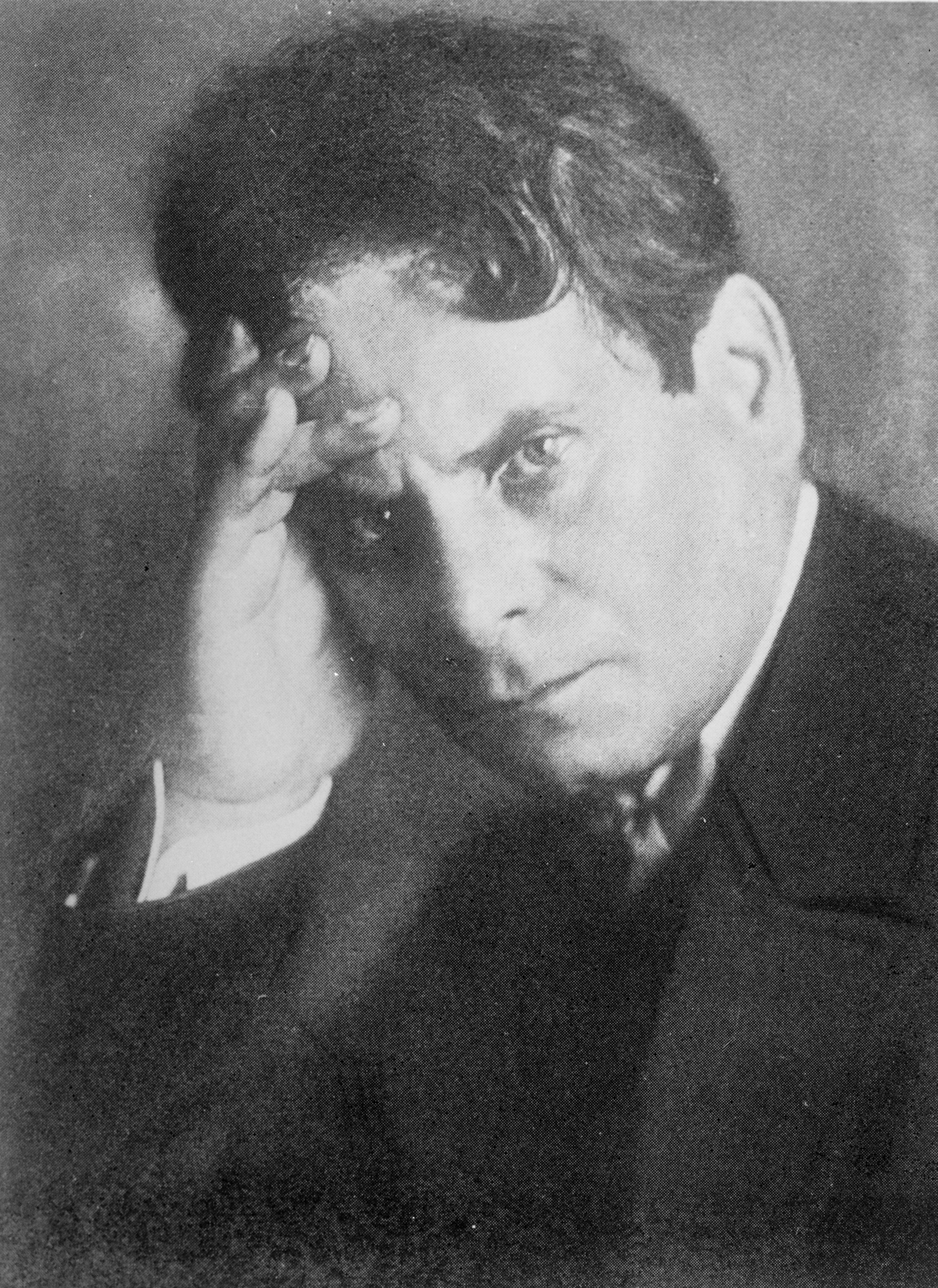
Maximilian Harden 1911.

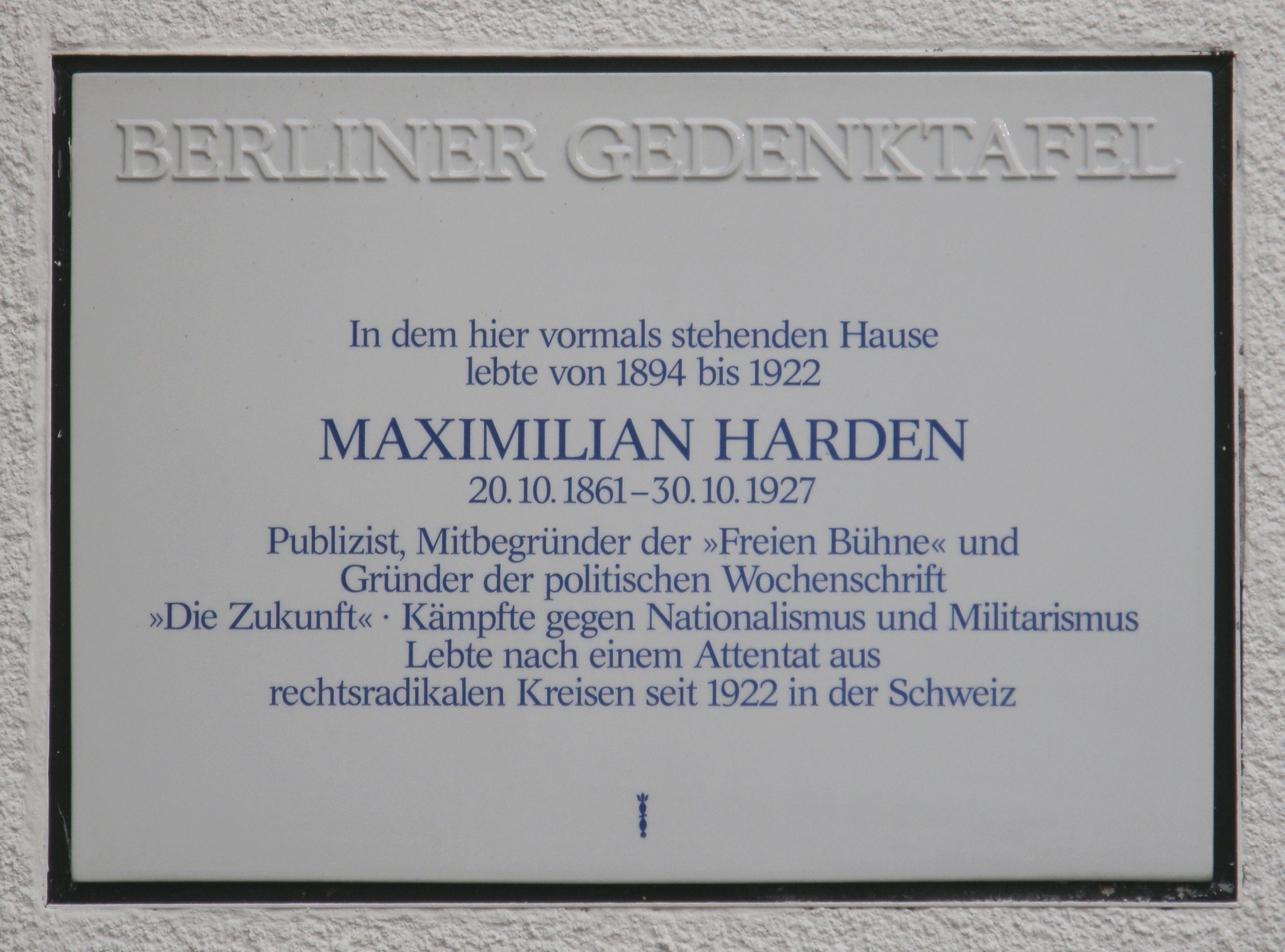
Minnestavla över Maximilian Harden.

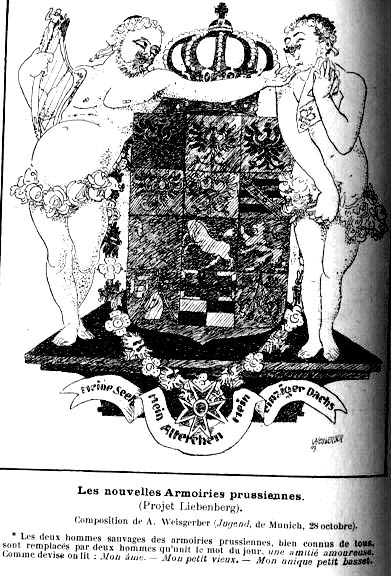
Karikatyr från 1907 om Eulenburgprocessen.

Maximilian Harden, före 1886 Felix Ernst Witkowski, född 20 oktober 1861 i Berlin, död 30 oktober 1927, var en tysk skriftställare. 
Han var av judisk härkomst men konverterade vid 16 års ålder till kristendomen och ägnade sig, efter ett kortvarigt försök som skådespelare, från 1888 åt journalistisk verksamhet. Snart väckte han uppseende genom ovanlig och mångsidig begåvning samt en egenartad, sorgfälligt utarbetad stil. Som teaterkritiker kämpade Harden bland annat för Henrik Ibsens dramers införande på tyska scener och bidrog energiskt till att fästa uppmärksamheten på Maurice Maeterlinck. 
Sina under pseudonymen Apostata utgivna politiska och litterära essäer samlade han i bokform (Apostata, 5 uppl. 1892), vartill hör en samling, Literatur und Theater (1896). Harden gav sedan 1892 ut veckotidskriften Die Zukunft, som han också grundade. Denna hade stort inflytande på tysk journalistik, bland annat genom främjande av anonyma artiklars tillbakaträdande för subjektivt hållna, med namn undertecknade personliga inlägg i dåtidens stridsfrågor. 
Efter Otto von Bismarcks störtande blev Harden, som ofta besökte den missnöjde Bismarck på Friedrichsruh, en av dennes mest anlitade medhjälpare vid kritiken av "den nya kursen". Särskilt hänsynslöst angrep han i Die Zukunft med satirens vapen rikskanslern Leo von Caprivi. Hardens fåfänga och lidelsefulla temperament gav nästan alltid en prägel av hätsk bitterhet åt de tätt återkommande politiska och litterära fejder vari han invecklades. Han dömdes 1900 till några månaders fästningsstraff för majestätsbrott och förde vid upprepade tillfällen personlig polemik med de socialdemokratiska ledarna. År 1903 väckte hans skarpa angrepp mot dramatikern Hermann Sudermann (Kampfgenosse Sudermann) stort uppseende. Mest omtalad har dock Harden blivit genom sin långvariga och skoningslösa fejd mot furst Philipp av Eulenburg och dennes närmaste vänkrets, vars inflytande vid hovet han försökte tillintetgöra genom att, först i förtäckta anspelningar och sedan allt tydligare, beskylla dem för homosexuell perversitet. Angreppen började i Die Zukunft våren 1907 och ledde till en rad processer, som väckte sensation och blottlade mycken ruttenhet inom vissa socialt högtstående kretsar i Berlin. Harden åtalades för ärekränkning av förre kommendanten i Berlin, greve Kuno von Moltke, och frikändes i oktober 1907 men blev, sedan detta utslag på formella grunder upphävts, i januari 1908 av en annan domstol dömd till fyra månaders fängelse. Sedan i en annan process nya vittnesmål tillkommit, som ställde ett av huvudvittnena i Moltke-Hardenprocessen, furst Philipp av Eulenburg, i mycket ogynnsam dager såsom misstänkt för mened vid förnekandet av Hardens anklagelser, upphävdes domen över Harden (maj samma år), och målet återförvisades till ny behandling. 
Harden vann erkännande för sina politiska syften med den mot Eulenburg förda kampanjen, men åtskilliga av de metoder han därvid använde ådrog honom skarpt och delvis ej obefogat klander, även från andra än hans tallösa personliga fiender. Efter ett attentat av högerradikala kretsar (Freikorps) flyttade han 1922 till Schweiz.
Köpfe (1910), översatt till svenska som Gestalter och utgiven i tre volymer 1917–1918, brändes av nationalsocialister under de omfattande bokbålen i Nazityskland 1933.
Harden var bror till nationalbanksdirektören och fredskämpen Richard Witting. Däremot var han inte besläktad med litteraturhistorikern Georg Witkowski.